# Sounds of Decay
 Der er for få eller ingen kildehenvisninger i denne artikel, hvilket er et problem. Du kan hjælpe ved at angive troværdige kilder til de påstande, som fremføres i artiklen.

Sounds Of Decay er en Ep med tre sange udgivet af Katatonia i 1997. En fjerde sang kaldet "Untrue" blev optaget i samme studiesession, men kom ikke med på pladen. Den blev senere udgivet på Brave Yester Days kompilationsalbummet i 2004. Coveret er et screenshot af en affældig gud, taget fra filmen Begotten af E. Elias Merhige. I stedet for Jonas Renske, der normalt synger for Katatonia, blev Mikael Åkerfeldt fra Opeth hentet ind for at synge disse numre.
Eå'en kom også med på genudgivelsen af Brave Murder Day-albummet i 2006.

## Sporliste
1. "Nowhere" – 6:08
2. "At Last" – 6:13
3. "Inside The Fall" – 6:20

Al musik blev skrevet af Katatonia. "Nowhere" teksterne skrevet af Jonas Renkse og "At Last" & "Inside The Fall" teksterne af Blackheim.

## Medvirkende
- Blackheim – guitar
- Fredrik Norrman – guitars, basguitar
- Jonas Renkse – trommer
- Mikael Åkerfeldt – vokal